# あいち造形デザイン専門学校
あいち造形デザイン専門学校（あいちぞうけいデザインせんもんがっこう）は、愛知県名古屋市千種区今池四丁目にある私立専修学校。学校法人電波学園が設置する。1983年に開校。

## 設置学科

### 専門課程
- デザイン学科
  - グラフィック・広告コース
  - 造形デザインコース
  - 企画デザインコース
- クリエイティブ学科
  - イラスト・絵本コース
  - コミックアートコース
  - マンガクリエイトコース
- 研究科

### 高等課程
- デザイン科 - 名古屋たちばな高等学校通信制課程と技能連携

## 概観

### 建学の精神
社会から喜ばれる知識をもち、歓迎される人柄を兼ね備えた人材の育成。

### 沿革
- 1952年 - 前身となる名古屋高等無線電信学校が開校。
- 1959年 - 学校法人電波学園を設立。
- 1983年 - 名古屋デザイン専門学校を開校。
- 1997年 - 名古屋造形ビジネス専門学校を開校。
- 2000年 - 名古屋造形ビジネス専門学校を名古屋造形デザイン専門学校に改称。
- 2005年 - 名古屋デザイン専門学校をあいち造形デザイン専門学校に改称。
- 2006年 - 名古屋造形デザイン専門学校とあいち造形デザイン専門学校を合併。
- 2014年 - 文部科学大臣により、「グラフィックデザイン科」「企画デザイン科」「イラストレーション科」「まんが科」が職業実践専門課程として認定。

## 施設・設備
- アクセサリー実習室
- コンピュータ室
- ギャラリー
- 多目的ホール
- 工作工芸室

など多数

## 行事
- オリエンテーション（4月）
- レクリエーション（5月）
- 新人似顔絵隊デビュー（10月）
- 学外研修（11月）
- 卒業制作展（1月）
- 卒業旅行（2月）

## 基本データ

### 交通アクセス
名古屋駅から名古屋市営地下鉄東山線もしくは桜通線で約10分、今池駅4番出口から徒歩ですぐ。

## 出身者
- 寺本実月
- 黒野カンナ
- 若尾和洋
- 小坂奈津希
- かきくけこじま
- 白川みー
- モトエ恵介
- JIMA
- 最上ほたて
- 知洋
- あきたま
- 間下めぐみ
- 乃村のり
- 窮月ひなた
- エスプレッソ佐藤
- Momimaru

## 電波学園姉妹校
学校法人電波学園は、以下の学校を運営している。
- 愛知工科大学
- 愛知工科大学自動車短期大学
- 名古屋工学院専門学校
- 東海工業専門学校金山校
- あいちビジネス専門学校
- あいち福祉医療専門学校
- 名古屋外語・ホテル・ブライダル専門学校（2012年（平成24年）4月より「名古屋外語専門学校」から校名変更）
- あいち情報専門学校
- ぎふ国際高等学校